# Rodrigo Téllez-Girón
Rodrigo Téllez-Girón (1458–1482) dwudziesty dziewiąty wielki mistrz zakonu Calatravy w latach 1466–1482.
Syn naturalny Pedro Giróna, jego następca na urzędzie wielkiego mistrza. Na urząd ten został wybrany jako ośmioletni chłopiec dzięki zabiegom swego ojca, który tymczasem zrezygnował z tej funkcji, mając w perspektywie poślubienie siostry królewskiej i dziedziczki tronu Izabeli I Katolickiej.
Wystąpił jako obrońca praw księżniczki Joanny (Juana la Beltraneja), siostry Izabeli I Katolickiej, wraz z arcybiskupem Toledo oraz swoim wujem i jednocześnie mistrzem zakonu Santiago Juanem Pacheco i grupą arystokratów. Zapoczątkowało to spory i w rezultacie wojnę między Hiszpanią i Portugalią, zakończoną w 1479 r., w trakcie której Rodrigo wspierał Portugalię. Po poddaniu się Monarchom Katolickim i uznaniu ich władzy Rodrigo walczył przeciwko Maurom i podczas tych walk poległ w trakcie oblężenia twierdzy Loja.